# Lista de prefeitos de Balneário Camboriú
Esta é a lista de prefeitos e vice-prefeitos do município de Balneário Camboriú, estado brasileiro de Santa Catarina.
| Nº | Nome                               | Imagem                      | Partido                                          | Vice-prefeito                           | Início do mandato       | Fim do mandato                                                                   | Observações                                                                       |
| —  | Olávio Mafra Cardoso               |                             | —                                                | —                                       | 21 de outubro de 1959   | 30 de janeiro de 1961                                                            | Intendente Distrital                                                              |
| —  | Florentino Baturité Campos         |                             | —                                                | —                                       | 31 de janeiro de 1961   | 7 de abril de 1964                                                               | Intendente Distrital                                                              |
| —  | Paulo Willerich                    |                             | União Democrática Nacional UDN                   | —                                       | 8 de abril de 1964      | 19 de julho de 1964                                                              | Intendente Distrital                                                              |
| 1  | Ewaldo Schaefer                    |                             | —                                                | —                                       | 20 de julho de 1964     | 12 de dezembro de 1964                                                           | Prefeito nomeado                                                                  |
| 2  | Aldo Novaes                        |                             | —                                                | —                                       | 13 de dezembro de 1964  | 15 de novembro de 1965                                                           | Prefeito nomeado                                                                  |
| 3  | Higino João Pio                    |                             | Partido Social Democrático PSD                   | —                                       | 15 de novembro de 1965  | 3 de março de 1969                                                               | Prefeito eleito morto pela ditadura militar durante o mandato                     |
| —  | Alvaro Antônio da Silva            |                             | Partido Social Democrático PSD                   | —                                       | 4 de março de 1969      | 2 de outubro de 1969                                                             | Presidente da Câmara Municipal como Prefeito interino                             |
| —  | Egon Alberto Stein                 |                             | —                                                | —                                       | 3 de outubro de 1969    | 31 de janeiro de 1970                                                            | Prefeito nomeado                                                                  |
| 4  | Armando César Ghislandi            |                             | Aliança Renovadora Nacional ARENA                | Domingos Fonseca                        | 1º de fevereiro de 1970 | 31 de janeiro de 1973                                                            | Prefeito e vice eleitos em sufrágio universal                                     |
| 5  | Gilberto Américo Meirinho          |                             | Aliança Renovadora Nacional ARENA                | Wilson Vieira dos Santos                | 1º de fevereiro de 1973 | 31 de janeiro de 1977                                                            | Prefeito e vice eleitos em sufrágio universal                                     |
| 6  | Armando César Ghislandi            |                             | Aliança Renovadora Nacional ARENA                | Alberto Pereira                         | 1º de fevereiro de 1977 | 31 de janeiro de 1983                                                            | Prefeito e vice eleitos em sufrágio universal                                     |
| 7  | Harold Schultz                     |                             | Partido Democrático Social PDS                   | Mauri Passos Bittencourt                | 1º de fevereiro de 1983 | 31 de dezembro de 1988                                                           | Prefeito e vice eleitos em sufrágio universal                                     |
| 8  | Leonel Pavan                       |                             | Partido Democrático Trabalhista PDT              | Aristo Manoel Pereira                   | 1º de janeiro de 1989   | 31 de dezembro de 1992                                                           | Prefeito e vice eleitos em sufrágio universal                                     |
| 9  | Luis Vilmar de Castro              |                             | Partido Democrático Trabalhista PDT              | Dado Cherem                             | 1º de janeiro de 1993   | 29 de março de 1996                                                              | Prefeito e vice eleitos em sufrágio universal cujo titular fora afastado do cargo |
| —  | Dado Cherem                        |                             | Partido Verde PV                                 | —                                       | 29 de março de 1996     | 14 de junho de 1996                                                              | Vice-prefeito eleito no cargo de Prefeito                                         |
| —  | Luis Vilmar de Castro              |                             | Partido Democrático Trabalhista PDT              | Dado Cherem                             | 14 de junho de 1996     | 31 de dezembro de 1996                                                           | Prefeito eleito reempossado no cargo por decisão judicial                         |
| 10 | Leonel Pavan                       |                             | Partido Democrático Trabalhista PDT              | Rubens Spernau                          | 1º de janeiro de 1997   | 31 de dezembro de 2000                                                           | Prefeito e vice eleitos em sufrágio universal                                     |
| 10 | Leonel Pavan                       | 1º de janeiro de 2001       | Partido Democrático Trabalhista PDT              | Rubens Spernau                          | 5 de abril de 2002      | Prefeito e vice reeleitos em sufrágio universal cujo titular renunciou o mandato |                                                                                   |
| 11 | Rubens Spernau                     |                             | Partido da Social Democracia Brasileira PSDB     | —                                       | 5 de abril de 2002      | 31 de dezembro de 2004                                                           | Vice-prefeito eleito no cargo de prefeito                                         |
| 11 | Rubens Spernau                     | Aldemar Pereira, Bola (PDT) | Partido da Social Democracia Brasileira PSDB     | 1º de janeiro de 2005                   | 31 de dezembro de 2008  | Prefeito e vice eleitos em sufrágio universal                                    |                                                                                   |
| 12 | Edson Renato Dias, Edson Piriquito |                             | Partido do Movimento Democrático Brasileiro PMDB | Cláudio Fernando Dalvesco (PR)          | 1º de janeiro de 2009   | 31 de dezembro de 2012                                                           | Prefeito e vice eleitos em sufrágio universal                                     |
| 12 | Edson Renato Dias, Edson Piriquito | 1º de janeiro de 2013       | Partido do Movimento Democrático Brasileiro PMDB | Cláudio Fernando Dalvesco (PR)          | 31 de dezembro de 2016  | Prefeito e vice reeleitos em sufrágio universal                                  |                                                                                   |
| 13 | Fabrício Oliveira                  |                             | Partido Socialista Brasileiro PSB / PODEMOS      | Carlos Humberto Metzner Silva (PR)/(PL) | 1º de janeiro de 2017   | 31 de dezembro de 2020                                                           | Prefeito e vice eleitos em sufrágio universal                                     |
| 13 | Fabrício Oliveira                  | 1º de janeiro de 2021       | Partido Socialista Brasileiro PSB / PODEMOS      | Carlos Humberto Metzner Silva (PR)/(PL) | 31 de dezembro de 2024  | Prefeito e vice reeleitos em sufrágio universal                                  |                                                                                   |
| 14 | Juliana Pavan                      |                             | Partido Social Democrático PSD                   | Nilson Probst (MDB)                     | 1° de janeiro de 2025   | Atual                                                                            | Prefeita e vice eleitos em sufrágio universal                                     |